# Nîzkînîci, Ivanîci
Nîzkînîci (în ucraineană Низкиничі) este un sat în comuna Hreadî din raionul Ivanîci, regiunea Volînia, Ucraina.

## Demografie
Componența lingvistică a localității Nîzkînîci
     Ucraineană (98,63%)
     Rusă (1,37%)
Conform recensământului din 2001, majoritatea populației localității Nîzkînîci era vorbitoare de ucraineană (98,63%), existând în minoritate și vorbitori de rusă (1,37%).